# Kráľovský Chlmec
Kráľovský Chlmec és una ciutat d'Eslovàquia. Es troba a la regió de Košice, a l'est del país.

## Història
La primera referència escrita de la vila data del 1214.

## Demografia
| Godina             | 1994 | 2004   | 2014   | 2024   |
| ------------------ | ---- | ------ | ------ | ------ |
| Nombre de persones | 8264 | 7966   | 7621   | 7322   |
| Diferència         |      | −3,60% | −4,33% | −3,92% |

| Godina             | 2023 | 2024   |
| ------------------ | ---- | ------ |
| Nombre de persones | 7352 | 7322   |
| Diferència         |      | −0,40% |

## Ciutats agermanades
- Felsőzsolca, Hongria
- Ferencváros, Hongria
- Kisvárda, Hongria
- Rakovník, República Txeca
- Kanjiža, Sèrbia
- Sfântu Gheorghe, Romania

## Galeria d'imatges

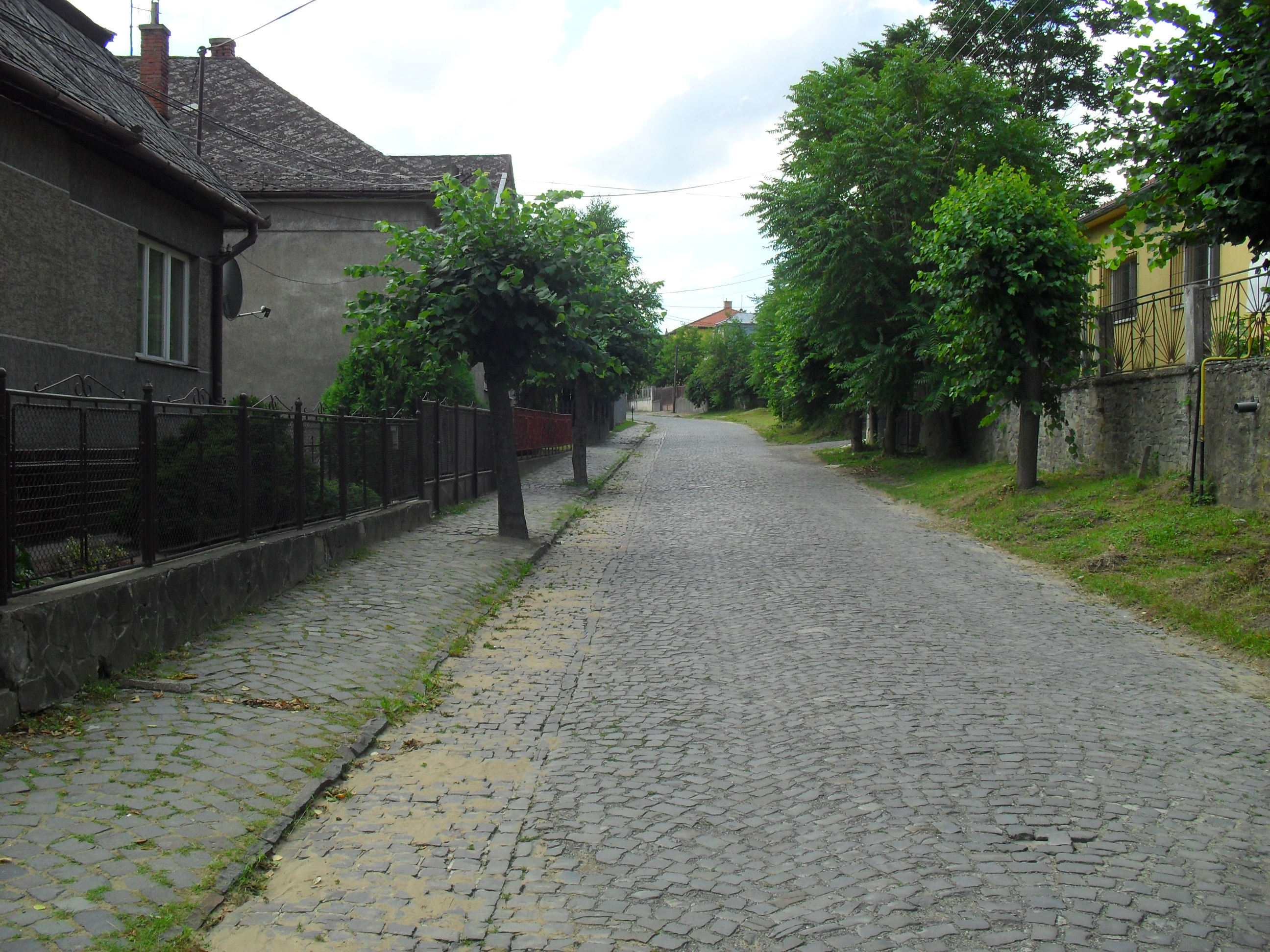
Carrer del nucli històric
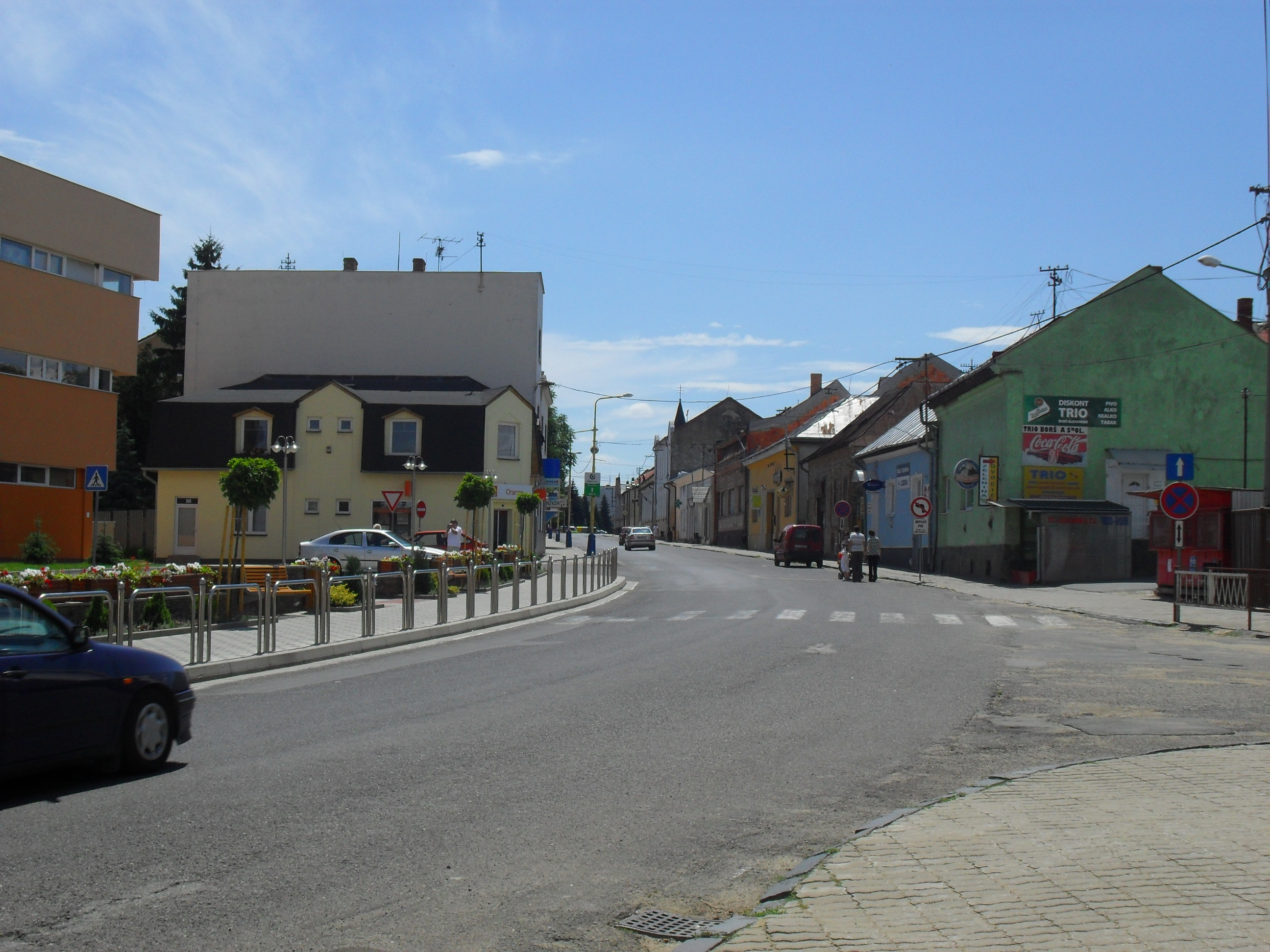
Carrer principal
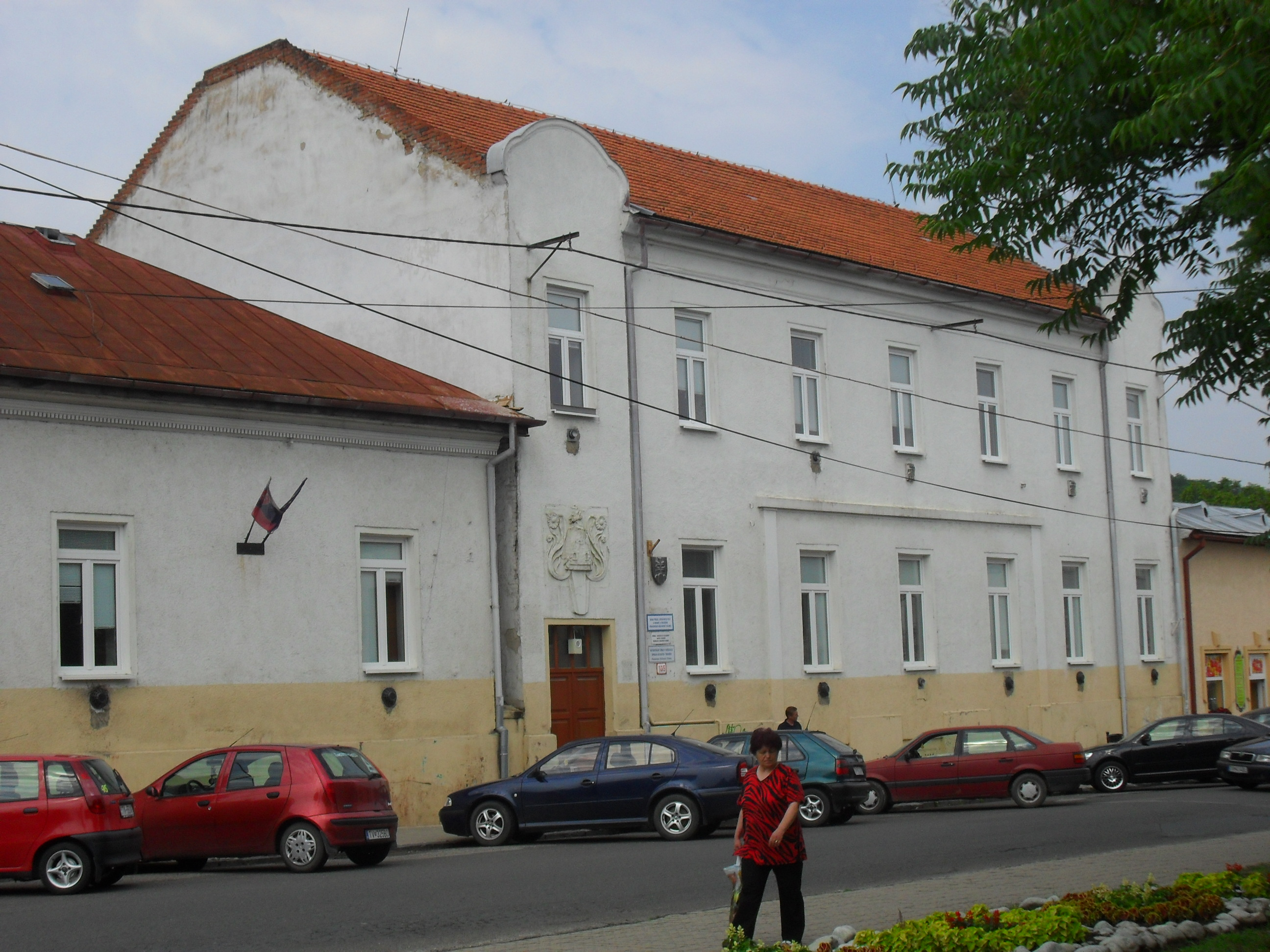
Carrer principal
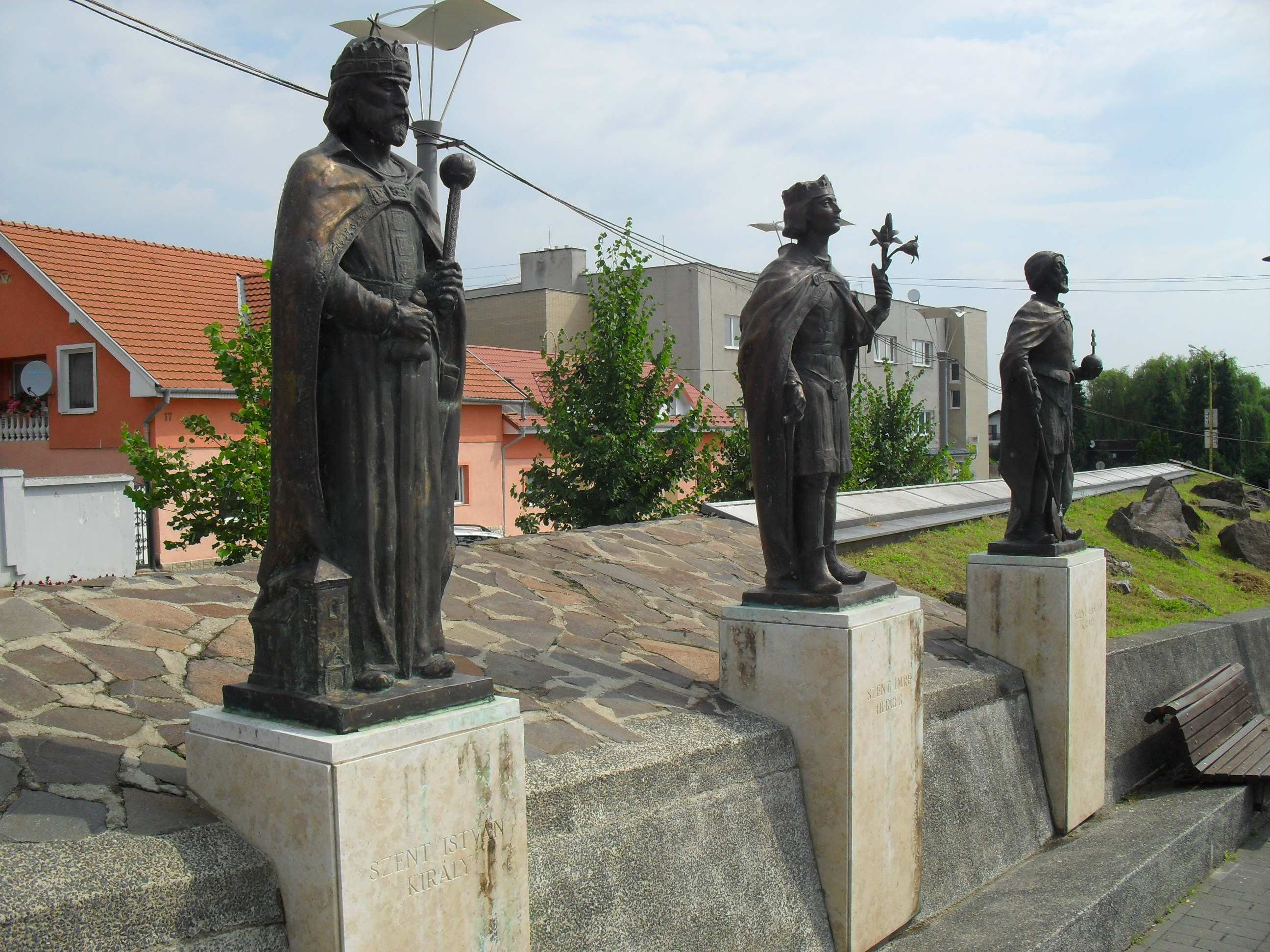
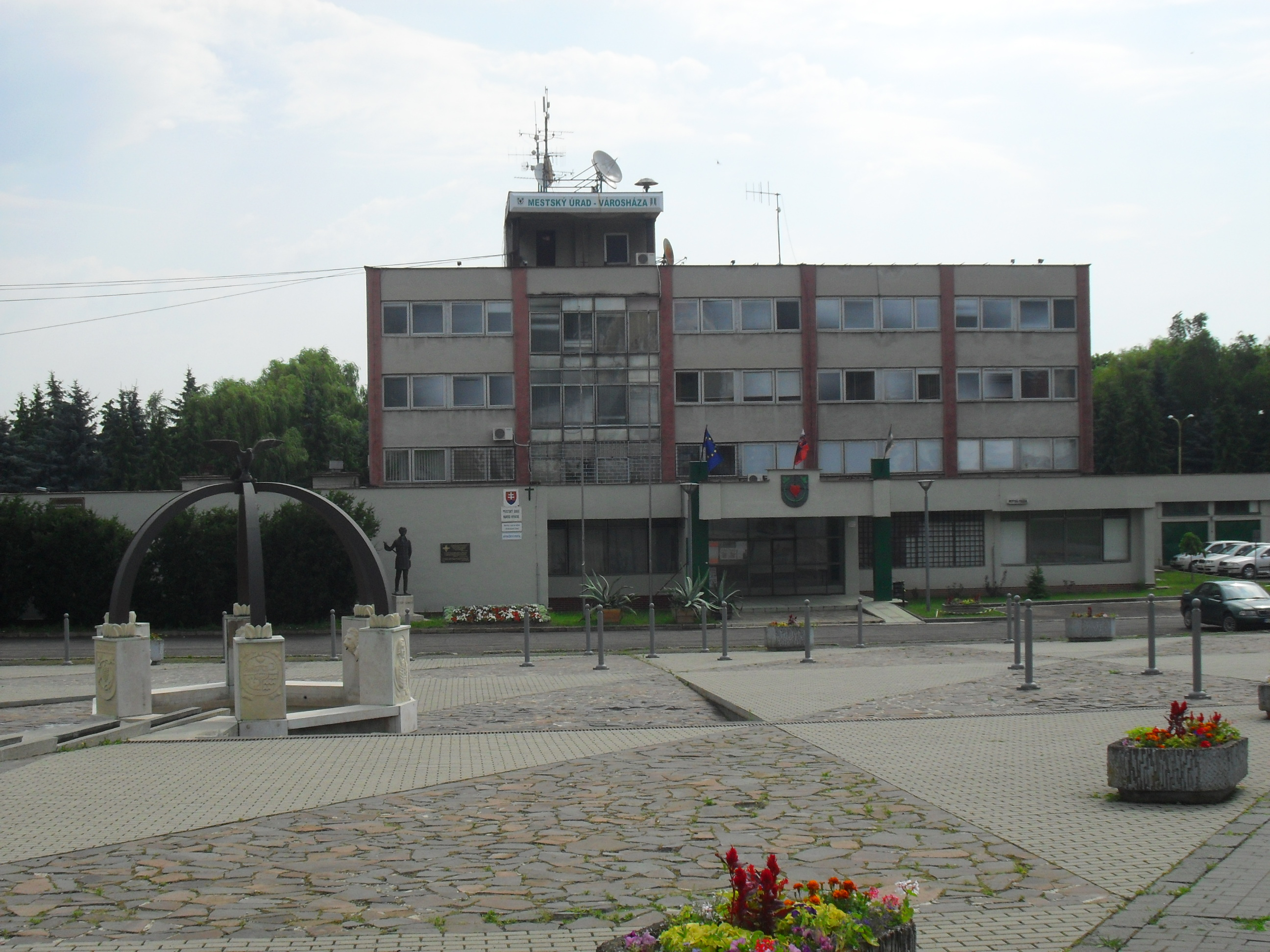
Ajuntament
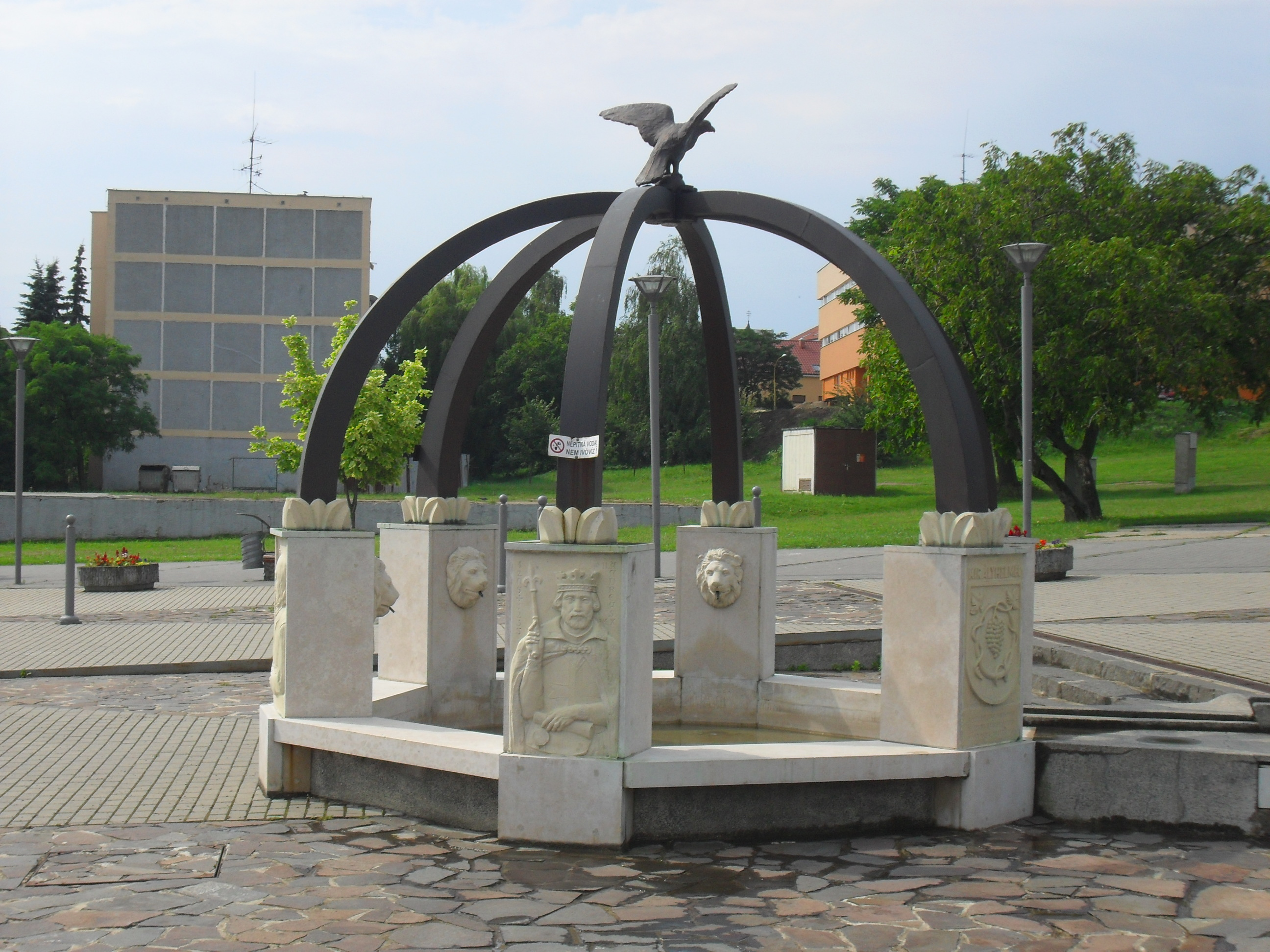
Font
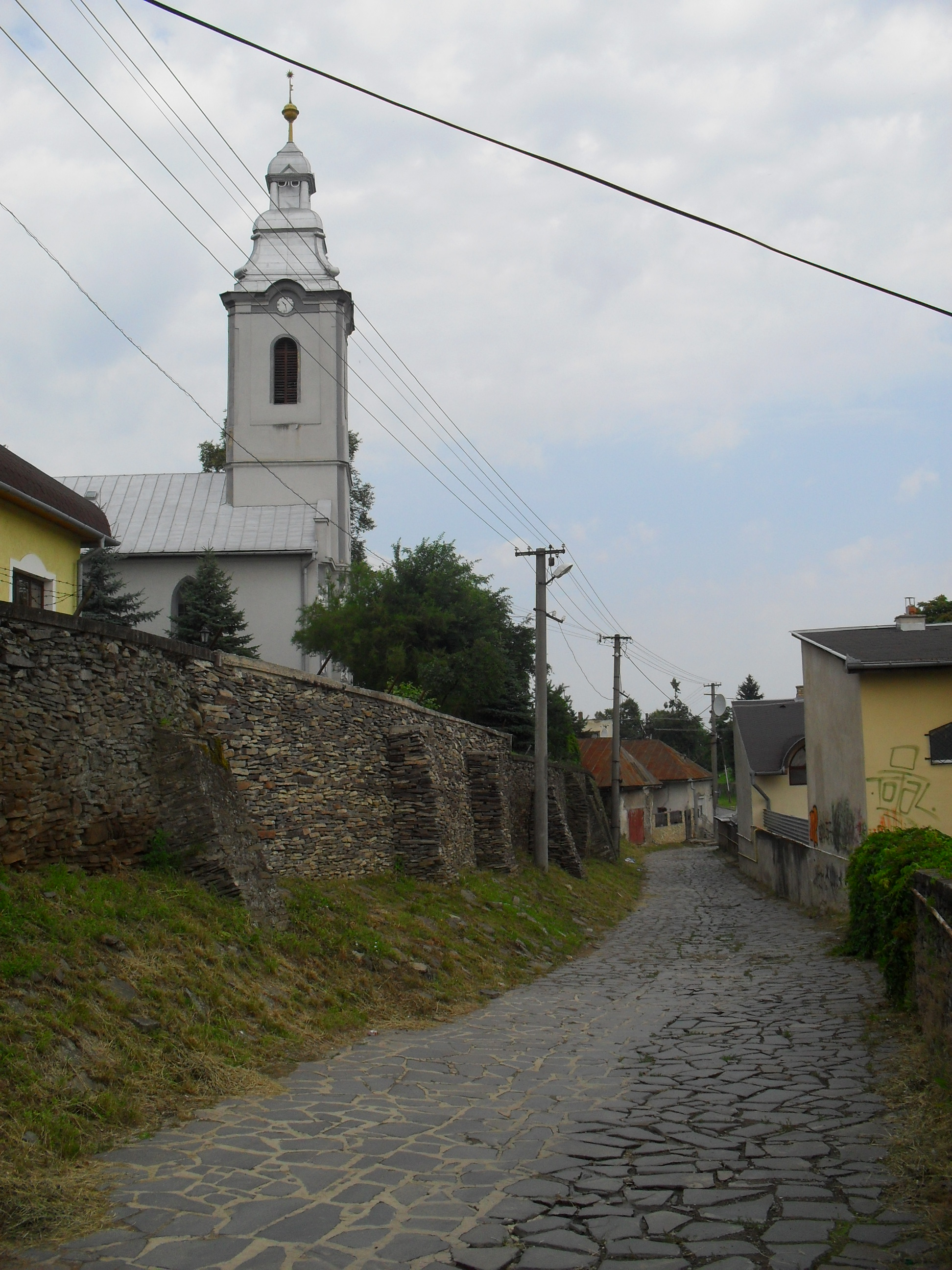
Església restaurada
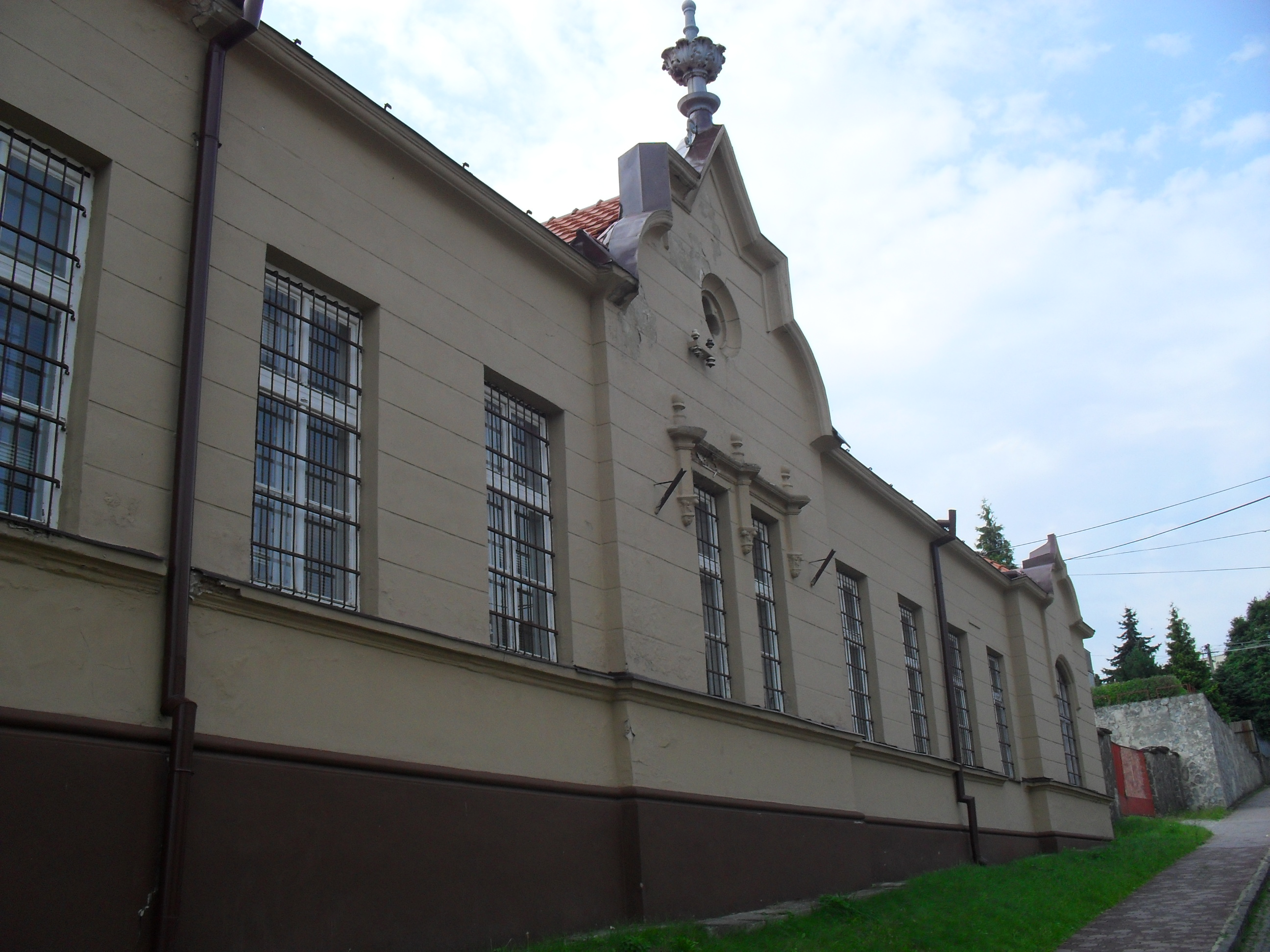
Museu

1. 1 2  «Počet obyvateľov podľa pohlavia - obce (ročne) [om7101rr_obce=AREAS_SK]».   Statistical Office of the Slovak Republic, 31-03-2025. [Consulta: 31 març 2025].